# Берег Ейтса
Берег Ейтса (англ. Eights Coast) — частина узбережжя Землі Елсворта в Західній Антарктиді, який лежить між 89° 35' і 103° 24' західної довготи.
Протяжність берега в зазначених межах складає понад 500 км. Значна частина берега зайнята шельфовим льодовиком Аббота. На захід від берега розташований гористий острів Терстон висотою до 1000 м.
Берег названий на честь американського вченого Джеймса Ейтса, який відвідав Антарктику в 1830 році.